# Golczewo
Golczewo este un oraș în Polonia.